# 一佛乘
一佛乘，也叫一乘，大乘佛教术语，佛陀在早、中期所说声闻乘、缘觉乘（二乘）和大乘，晚期则開三顯一或称會三歸一，表示三乘皆为方便说，没有二乘与大乘，只有一乘，即一佛乘，众生终将导归入成佛。

## 出處
《法華經》迹門所說的法門。《妙法蓮華經-第二品方便品》：「 諸佛如來、言無虛妄，無有餘乘，唯一佛乘。 」

## 概論
佛的真意並不再說三乘（聲聞乘、緣覺乘、菩薩乘）知法，而是要說“一切眾生皆成佛道”之法的一乘（或一佛乘）妙法。《法华经·方便品》：“十方佛土中，唯有一佛乘。”“但以一佛乘故，为众生说法。”“于一佛乘，分别说三。”《金刚顶一字顶轮王仪轨经》：“十方刹土中，唯有一佛乘如来之顶法，等指诸佛体，是故名智拳。”
釋尊出世於印度，自三十歲在菩提樹下成道以來，經四十二年，說方便權教。將要說《法華經》時，在開經的《無量義經》說示：“四十餘年，未顯真實”，繼而又在〈方便品第二〉宣言：“釋尊法久後，要當說真實”、“正值捨方便，但說無上道”，表明將說出四十餘年未曾聽聞的大法。於是，在〈方便品〉說示十如真相，闡明一念三千；又指出，目前為止的諸經，是作為《法華經》的方便而說，方便諸經所說的三乘並非眾生所應追求的目標，一佛乘才是真正的目標。此稱開三顯一。

## “廣開三顯一”與“略開三顯一”
“開三顯一”又有廣略兩義：
- 略開三顯一，是謂從《法華經》〈方便品第二〉的開頭，至“是等聞此法，則生大歡喜”為止的半品，主要是指十如實相的教義，大略說明一念三千。《開目抄》云：“法華經方便品之略開三顯一時，佛略宣一念三千，心中之本懷”。
- 廣開三顯一，是謂從〈方便品〉長行的“爾前釋尊，告舍利弗”，至〈人記品〉為止的七品半。亦即在〈方便品〉長行，以開示悟入，說佛出世的一大事因緣；其次由〈譬喻品〉第三的三車火宅譬、第四〈信解品〉的長者窮子譬、第五〈藥草喻品〉的三草二木譬，來闡釋開三顯一；經第六的〈授記品〉，在第七的〈化城喻品〉引用化城寶處譬，重述開三顯一；在第八的〈五百弟子授記品〉，為在不在法會上的一切聲聞授記，得到授記的五百弟子即舉繫珠譬，敘述佛恩的深重；繼而在第九的〈人記品〉又明示，為下根者授記。換言之，從方便品〉長行至〈人記品〉為止是廣開三乘以明示一乘，故謂廣開三顯一。[2]

《妙法蓮華經》云：「十方佛土中，唯有一乘法，無二亦無三，除佛方便說。」佛陀在經中明示，小乘、中乘、大乘，皆為方便之說，真正要傳的是一乘法；一乘即指佛乘。無論小、中、大三乘，目的皆為引導眾生進入佛乘之門。因而  佛陀明示「會三歸一」，三乘終歸於一佛乘，此即「佛乘」之由來。